# Okręg wyborczy województwo zamojskie do Senatu Rzeczypospolitej Polskiej
Okręg wyborczy województwo zamojskie do Senatu Rzeczypospolitej Polskiej obejmował w latach 1989–2001 obszar województwa zamojskiego. Wybierano w nim 2 senatorów, przy czym w latach 1989–1991 obowiązywała zasada większości bezwzględnej, zaś w latach 1991–2001 większości względnej.
Powstał w 1989 wraz z przywróceniem instytucji Senatu. Zniesiony został w 2001, na jego obszarze utworzono nowe okręgi nr 6 i 7.
Siedzibą okręgowej komisji wyborczej był Zamość.

## Reprezentanci okręgu
| Rok  | Senator komitet wyborczy               | Senator komitet wyborczy                       | Senator komitet wyborczy               | Senator komitet wyborczy                      |
| ---- | -------------------------------------- | ---------------------------------------------- | -------------------------------------- | --------------------------------------------- |
| 1989 |                                        | Wiesław Lipko                                  |                                        | Janusz Woźnica Porozumienie Ludowe (1991)     |
| 1991 |                                        | Jan Zamoyski Narodowy KW                       |                                        | Janusz Woźnica Porozumienie Ludowe (1991)     |
| 1993 |                                        | Jerzy Derkacz Polskie Stronnictwo Ludowe       |                                        | Marian Kwiatkowski Polskie Stronnictwo Ludowe |
| 1997 |                                        | Stanisław Majdański Akcja Wyborcza Solidarność |                                        | Jerzy Chróścikowski Ruch Odbudowy Polski      |
| 2001 | okręg zniesiony, patrz okręgi nr 6 i 7 | okręg zniesiony, patrz okręgi nr 6 i 7         | okręg zniesiony, patrz okręgi nr 6 i 7 | okręg zniesiony, patrz okręgi nr 6 i 7        |

## Wyniki wyborów
Symbolem „●” oznaczono senatorów ubiegających się o reelekcję.

### Wybory parlamentarne 1989
| Kandydat                                                          | Głosów  | %     |
| ----------------------------------------------------------------- | ------- | ----- |
| Wiesław Lipko                                                     | 165 943 | 77,94 |
| Janusz Woźnica                                                    | 159 487 | 74,91 |
| Jerzy Markiewicz                                                  | 17 225  | 8,09  |
| Anna Błażejewicz-Teresińska                                       | 11 901  | 5,59  |
| Mieczysław Skiba                                                  | 11 758  | 5,52  |
| Franciszek Dyjak                                                  | 9609    | 4,51  |
| Marek Świć                                                        | 5421    | 2,55  |
| Marian Szubtarski                                                 | 3446    | 1,62  |
| Adolf Sierpiński                                                  | 3330    | 1,56  |
| Liczba głosów ważnych: 212 916 Źródło: Państwowa Komisja Wyborcza |         |       |

### Wybory parlamentarne 1991
| Kandydat                                              | Kandydat             | Komitet wyborczy                             | Głosów |
| ----------------------------------------------------- | -------------------- | -------------------------------------------- | ------ |
|                                                       | Janusz Woźnica●      | Porozumienie Ludowe                          | 61 466 |
|                                                       | Jan Zamoyski         | Narodowy KW                                  | 46 770 |
|                                                       | Zenon Ładniak        | Polskie Stronnictwo Ludowe Sojusz Programowy | 27 258 |
|                                                       | Jerzy Matuszewski    | Porozumienie Obywatelskie Centrum            | 26 999 |
|                                                       | Wiesław Ślepko       | KW „Wieś”                                    | 21 853 |
|                                                       | Alfred Kuśmierczuk   | Sojusz Lewicy Demokratycznej                 | 21 269 |
|                                                       | Zofia Kostrzewska    | Sojusz Lewicy Demokratycznej                 | 21 176 |
|                                                       | Hanna Palonka-Czwal  | Unia Demokratyczna                           | 16 913 |
|                                                       | Waldemar Stoczkowski | Zdrowa Polska – Sojusz Ekologiczny           | 11 551 |
|                                                       | Kazimierz Skiba      | Stronnictwo Demokratyczne                    | 10 001 |
| Frekwencja: 42,93% Źródło: Państwowa Komisja Wyborcza |                      |                                              |        |

### Wybory parlamentarne 1993
| Kandydat                                              | Kandydat           | Komitet wyborczy                                     | Głosów |
| ----------------------------------------------------- | ------------------ | ---------------------------------------------------- | ------ |
|                                                       | Jerzy Derkacz      | Polskie Stronnictwo Ludowe                           | 49 007 |
|                                                       | Marian Kwiatkowski | Polskie Stronnictwo Ludowe                           | 32 698 |
|                                                       | Ryszard Bartosz    | KW „Zamojszczyzna”                                   | 27 144 |
|                                                       | Jan Zamoyski●      | Bezpartyjny Blok Wspierania Reform                   | 26 266 |
|                                                       | Janusz Woźnica●    | Polskie Stronnictwo Ludowe – Porozumienie Ludowe     | 25 586 |
|                                                       | Marek Ciastoch     | Sojusz Lewicy Demokratycznej                         | 23 797 |
|                                                       | Teresa Hałas       | Polskie Stronnictwo Ludowe – Porozumienie Ludowe     | 21 759 |
|                                                       | Lucyna Stąsiek     | Sojusz Lewicy Demokratycznej                         | 19 252 |
|                                                       | Bogusław Ćwikła    | Konfederacja Polski Niepodległej                     | 14 437 |
|                                                       | Janusz Różycki     | Unia Demokratyczna                                   | 14 124 |
|                                                       | Czesław Borzęcki   | Samoobrona – Leppera                                 | 12 458 |
|                                                       | Stanisław Misztal  | „Zjednoczenie Polskie”                               | 11 790 |
|                                                       | Franciszek Sagan   | Niezależny Samorządny Związek Zawodowy „Solidarność” | 11 676 |
|                                                       | Henryk Jasiewicz   | Samoobrona – Leppera                                 | 10 646 |
|                                                       | Jacek Łukowski     | Koalicja dla Rzeczypospolitej                        | 10 547 |
|                                                       | Adolf Czerederecki | Bezpartyjny Blok Wspierania Reform                   | 8375   |
|                                                       | Wiesław Ślepko     | KW „Wieś”                                            | 6924   |
|                                                       | Witold Mil         | KW „Region Zamojszczyzna”                            | 5184   |
|                                                       | Kazimierz Skiba    | Stronnictwo Demokratyczne                            | 5184   |
| Frekwencja: 53,43% Źródło: Państwowa Komisja Wyborcza |                    |                                                      |        |

### Wybory parlamentarne 1997
| Kandydat                                              | Kandydat             | Komitet wyborczy                 | Głosów |
| ----------------------------------------------------- | -------------------- | -------------------------------- | ------ |
|                                                       | Stanisław Majdański  | Akcja Wyborcza Solidarność       | 58 574 |
|                                                       | Jerzy Chróścikowski  | Ruch Odbudowy Polski             | 43 824 |
|                                                       | Jan Kowalik          | Polskie Stronnictwo Ludowe       | 34 919 |
|                                                       | Arkadiusz Bratkowski | Polskie Stronnictwo Ludowe       | 32 112 |
|                                                       | Marek Ciastoch       | Sojusz Lewicy Demokratycznej     | 31 468 |
|                                                       | Jan Świtka           | KW Jana Eugeniusza Świtki        | 29 252 |
|                                                       | Włodzimierz Fudali   | Sojusz Lewicy Demokratycznej     | 27 077 |
|                                                       | Ryszard Bartosz      | KW Bartosza Ryszarda Władysława  | 19 745 |
|                                                       | Marian Kwiatkowski●  | Ludowy KW Kwiatkowskiego Mariana | 9260   |
| Frekwencja: 46,06% Źródło: Państwowa Komisja Wyborcza |                      |                                  |        |